# Окуловка
Окуловка — місто у Росії, адміністративний центр Окуловського муніципального району Новгородської області.

## Географія
Місто розташоване на Валдайській височині, на річці Перетна, за 153 км від Великого Новгорода, за 249 км від Санкт-Петербургу і за 400 км від Москви. Площа міста складає 46 км², протяжність з півночі на південь — 8,5 км, із заходу на схід — 5,4 км. Найближче до Окуловки місто — Боровичі (37 км на схід).

## Історія

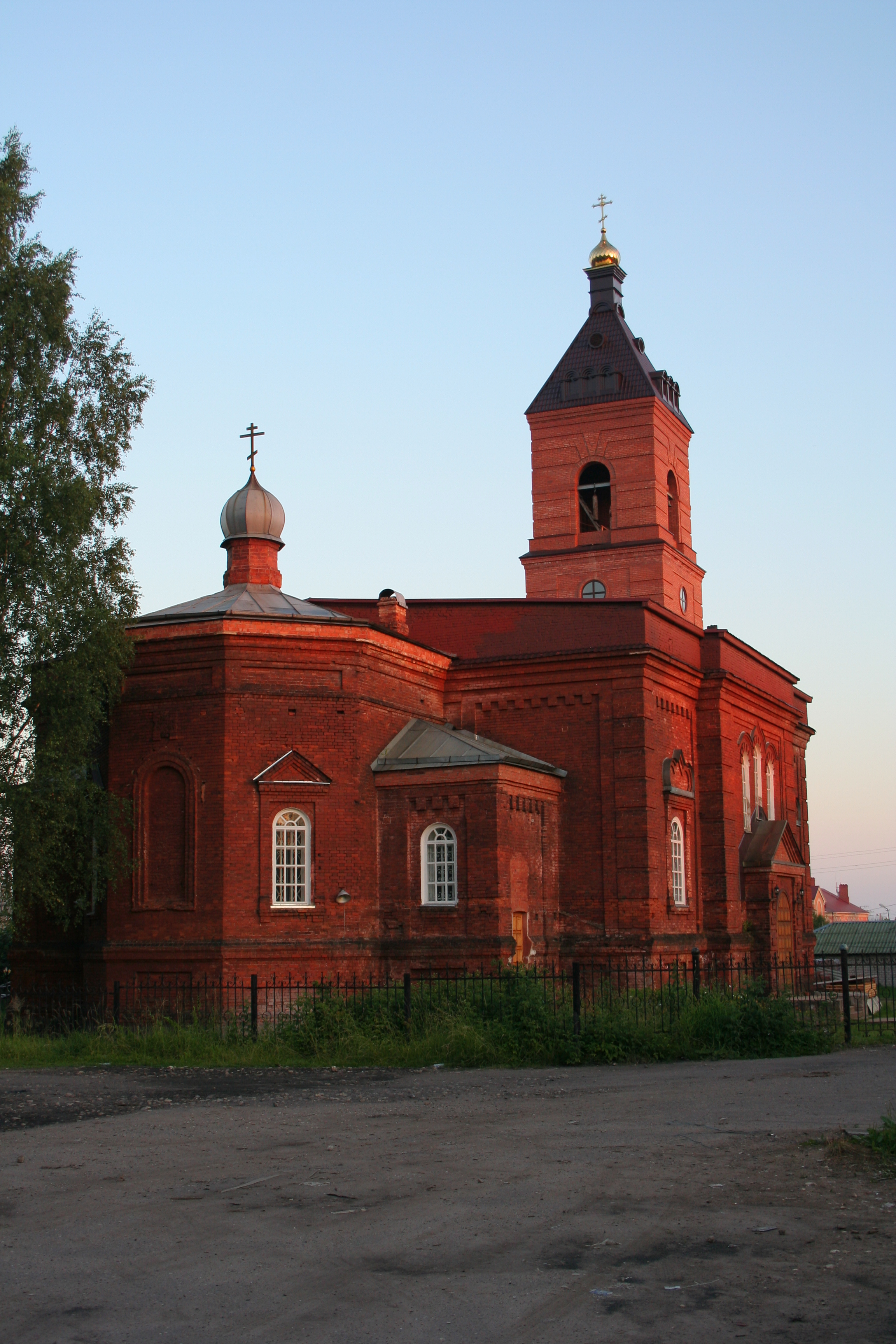
Церква Олександра Невського в Окуловці

Вперше Окуловка згадується у Писцевій книзі Деревської п'ятини Новгородської землі близько 1495 р. (відносилася до Поліщського погосту). З 1851  р. — залізнична станція Миколаївської залізниці.
До кінця 1926 р. Окуловка — центр Окуловскої волості Маловішерського повіту Новгородської губернії, а з 1921 року, у тім числі, і Північно-Західної області, куди цілковито увійшла і вся територія Новгородської губернії. З 1 січня 1927 р. Окуловка — адміністративний центр Окуловська району Боровичского округу Ленінградської області. Рішенням Президії ВЦВК від 25 червня 1928 р. населені пункти Окуловка і Парахін-Поддуб'є були перетворені в робочі селища. З утворенням 5 липня 1944 р. Новгородської області обидва селища, як і весь Окуловський район, увійшли до її складу. З квітня 1963 р. по січень 1965 р. обидва селища входили в Маловішерський промисловий район.
У грудні 1964 року Новгородський облвиконком ухвалив рішення про злиття робітничих селищ Окуловка і Парахін-Поддуб'є у місто Окуловка. Рішення було затверджено Указом Президії Верховної Ради Української РСР 12 січня 1965 р. Ця дата стала вважатися днем народження міста.

## Населення
Історична довідка стосовно населення Окулівки на початку XX століття
- Станція Окуловка — 205 дворів, 257 будинків, 1716 жителів;
- Сусіднє село Окуловська — 185 жителів;
- Довколишній виселок Окуловка — 141 житель;
- Цвинтар Окуловка 10 жителів;
- Прилегла садиба панів Сіппел «Окуловка» — 11 жителів.

## Транспорт

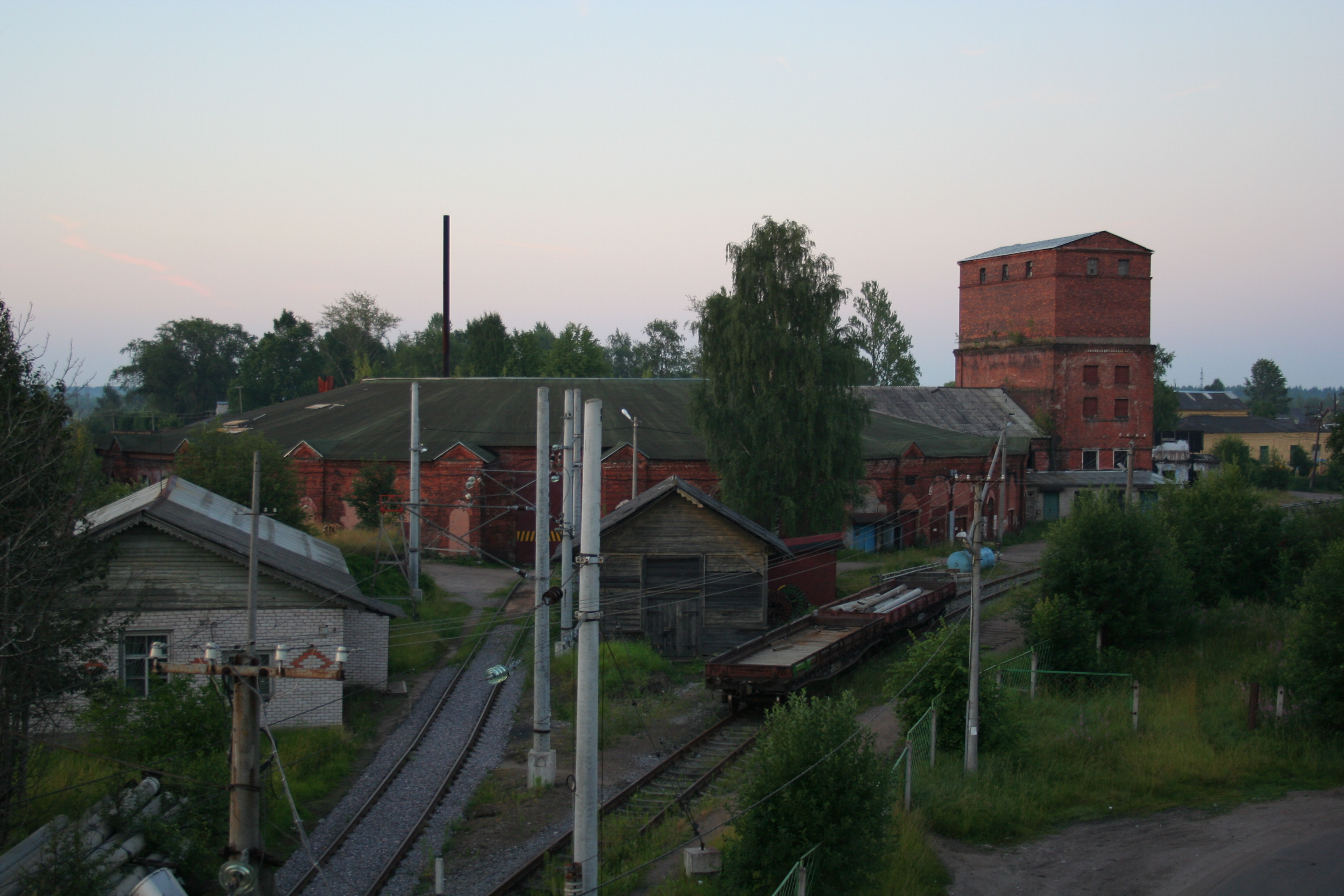
Колишнє локомотивне депо

- Залізнична станція — Окуловка
- Приміські електропоїзди :
- Окуловка — Мала Вішера
- Окуловка — Бологоє
- Окуловка — Неболчі

міжміські автобуси
- Новгород — Пестово
- Новгород — Боровичі
- Новгород — Хвойна
- Окуловка — Валдай

## Відомі люди, що побували в Окулівці
- Л. М. Толстой побував у 1879 році у маєтку своєї тещі Л. А. Берс.
- Ю. М. Реріх народився тут в період, коли його батько М. К. Реріх проводив розкопки, результати і відкриття яких увійшли у «Золотий фонд» Імператорського Російського археологічного товариства.
- І. І. Левітан. Мотиви Окуловського життя відображені ним у пейзажах «Останні промені сонця», «Сутінки», «Сутінки. Стоги», «Хати», «Літній вечір», «Озеро (Русь)».
- М. А. Римський-Корсаков працював у 1901—1903 р.р. над оперою «Кощій Безсмертний» і «Сказання про невидимий град Кітеж і діву Февронію».
- С. В. Рахманінов, композитор.
- О. Ф. Берггольц, поетеса. Тут у неї народилася ідея написання книги «Денні зірки». Природа Окулівського району стала для неї взірцем і символом Батьківщини.
- Поети М. Кузьмін, С. Ауслендер, М. С. Гумільов полюбляли тут відпочивати.
- Академік М. І. Желєзнов — засновник Тимірязівської академії, мав тут садибу.

## Пам'ятники
- За радянських часів були встановлені пам'ятники В. І. Леніну (на даний час втрачений) і С. М. Кірова.
- 12 вересня 2002 р. в огорожі церкви св. Олександра Невського в Окуловці відкрито пам'ятний знак жертвам політичних репресій[2].
- 16 серпня 2007 р. в Окулівці відбулося відкриття пам'ятника, присвяченого видатному сходознавець, лінгвіст, філологу і мандрівникові Ю. М. Реріху.
- У 1990-х роках встановлено пам'ятник народженому між Окуловка і Угловка, у с. Язикове М. М. Миклухо-Маклаю
- 17 жовтня 2015 року біля залізничного вокзалу було встановлено пам'ятник Віктору Цою[3].